# 78 (nombre)
« Soixante-dix-huit » et « septante-huit » redirigent ici. Pour l'année, voir 78.
Le nombre 78 (septante-huit ou soixante-dix-huit) est l'entier naturel qui suit 77 et qui précède 79.

## En mathématiques
Le nombre 78 est :
- un nombre composé trois fois brésilien car 78 = 6612 = 3325 = 2238 ;
- Un nombre triangulaire ;
- Un nombre sphénique, de par sa décomposition en produit de trois nombres premiers distincts, 2 × 3 × 13.
- Karl A. Dahlke a démontré en 1989 que 78 heptominos de cette forme (), au minimum, sont requis pour remplir un rectangle.

## Dans d'autres domaines
Le nombre 78 est aussi :
- Le numéro atomique du platine, un métal de transition ;
- le numéro de la sourate An-Naba dans le Coran ;
- Le n° du département français des Yvelines, repris de l'ancien département de Seine-et-Oise en 1968 ;
- Le nombre de tours par minute des anciens disques vinyles (voir 45 et 33) ;
- Le nombre de cartes dans la plupart des jeux de tarot ;
- Années historiques : -78, 78 ou 1978 ;
- Ligne 78 (Infrabel).